# Yaravirus
Yaravirus ist eine 2020 vorgeschlagene und 2023 vom International Committee on Taxonomy of Viruses (ICTV) mit der Master Species List (MSL) #38 v1 bestätigten Gattung großer Doppelstrang-DNA-Viren. Es gibt bislang (Stand Ende April 2023) nur eine einzigen bekannten Art (Spezies) Yaravirus brasiliense (mit Yaravirus brasiliensis).
Die Wirte von Y. brasiliense sind Amöben (Amoebozoa): Nachweislich kann Acanthamoeba castellanii mit Viren dieser Spezies infiziert werden. Die Virusteilchen (Virionen) haben einem Durchmesser von 80 nm im Vergleich zu 200–300 nm bei den Pockenviren. Im Vergleich zu den meisten Vertreter des Phylums Nucleocytoviricota (NCLDV) – wie den Pockenviren – haben ihre Virionen eine also nur geringe Größe.
Die Genom-Sequenzierung zeigte, dass keines seiner Gene mit Sequenzen bekannter Organismen übereinstimmte, beim Vergleich der Aminosäure-Sequenz der kodierten Proteine (Proteom) gab es nur bei sechs der vorhergesagten Proteine entfernte Übereinstimmungen. Lediglich die vorhergesagte dreidimensionale Faltung von 17 der Proteine gab Hinweise auf eine mögliche Funktion. Auch in öffentlich zugänglichen Metagenom-Datenbanken ließen sich keine nahen Verwandten von Yaravirus finden. Das Yaravirus-Genom enthielt auch sechs Typen von tRNAs, die nicht zu den üblichen Codons passten.
Das ICTV hat aus diesem Grund für diese und ähnliche Viren eine neue Familie Yaraviridae in der neuen Klasse Mriyaviricetes innerhalb der Nucleocytoiricota (NCLDV) geschaffen (Stand Anfang März 2025).
Y. brasiliense (Isolat BHMG) wurde im Pampulha-See (bzw. seinen Zuläufen) entdeckt, einem künstlichen See in Belo Horizonte, einer Stadt in Brasilien. Dort hatte man schon zuvor das Niemeyer-Virus aus der Gattung Mimivirus und zwei Spezies der Gattung „Pandoravirus“ („P. pampulha“ und „P. tropicalis“), alle aus dem Phylum der NCLDV, gefunden
Das Virus infiziert keine menschlichen Zellen.

## Replikationszyklus
Als Wirte können Amöben der Spezies Acanthamoeba castellanii (Amoebozoa) dienen.
Zu Beginn der Infektion bei A. castellanii finden sich Yaravirus-Partikel (Virionen) am äußeren Teil der amöbialen Plasmamembran angeheftet, was auf die Beteiligung eines Wirtsrezeptors bei der Aufnahme der Virionen schließen lässt. Im Replikationszyklus folgt dann der Einbau von Virionen (einzeln oder in Gruppen) in endocytische Vesikel, die in einem späteren Stadium der Infektion neben einer um den Zellkern befindlichen Region gefunden werden. Diese Gebilde entwickeln sich zur reifen Form einer Virusfabrik (virus factory, VF), wobei diese die zuvor vom Zellkern besetzte Region ersetzt und Mitochondrien an ihren Grenzen rekrutiert, wodurch die Verfügbarkeit von Energie zum Zusammenbau (Assembly) der Virionen optimiert werden kann. Die virale Morphogenese verläuft ähnlich wie es bei anderen Amöbenviren beobachtet wird. Zunächst erscheinen kleine halbmondförmige Gebilde in der im Elektronenmikroskop hellerscheinenden Region der VF. Dann gewinnen die Virionen Schritt für Schritt ihre ikosaedrische Symmetrie durch die Addition von mehreren Schichten von Protein- oder Membranbestandteilen um diese Struktur herum. Die assemblierten Virionen, noch mit einem leeren Kapsid, beginnen dann an die Peripherie der VF zu wandern, wo sich elektronendichtes Material ansammelt. Das Kapsid von Yaravirus wird dann mit elektronendichtem Material gefüllt, und das Virus ist schließlich bereit, freigesetzt zu werden. Manchmal ist zu beobachten, dass mehrere Virionen im Inneren vesikelartiger Strukturen verpackt sind, was auf eine mögliche Freisetzung durch Exozytose hindeutet, wie es auch bei anderen Amöbenviren beobachtet wird. Der größte Teil der Virusfreisetzung geschieht jedoch immer per Lyse der Amöbenzelle.

## Genom
Das Genom von Y. brasiliense hat eine Länge von 44.924 bp (Basenpaaren) und kodiert für vorhergesagt 74 Proteine,
Obwohl das Genom kleiner ist als bei anderen Amöbenviren, kodiert Y. brasiliene sechs tRNA-Gene: tRNA-Ser (gct), tRNA-Ser (tga), tRNA-Cys (gca), tRNA-Asn (gtt), tRNA-His (gtg) und tRNA-Ile (aat). Der GC-Gehalt liegt bei 57,9 %, das ist der höchste bis dato gefundene GC-Gehalt bei Amöbenviren. Der GC-Gehalt der einzelnen Gene variiert dabei zwischen 46 % und 65 %. Überraschenderweise gab es beim Vergleich der Nukleotidsequenz keine Übereinstimmung mit bekannten Organismen.

## Proteom
Die Proteomik untersucht die Gesamtheit der vom Genom eines Organismus kodierten Proteine (das Proteom): Bei Yaravirus zeigt sich, dass dieses offenbar ein neues, von anderen Riesenviren abweichendes Hauptkapsidprotein (englisch major capsid protein, MCP) mit einer „double jelly-roll“-Domäne (DJR-Domäne) hat.
Die DJR-Viren wurden vom International Committee on Taxonomy of Viruses (ICTV) im März 2020 dem Reich Bamfordvirae zugeordnet, zu dem auch die Riesenviren im Phylum Nucleocytoviricota (NCLDV) gehören.
Das MCP von Yaravirus ähnelt stattdessen dem der (bisher nicht klassifizierten) „Endemischen Pleurochrysis-Viren“, englisch „Pleurochrysis endemic viruses“, PsEV. Diese parasitieren Haptophyten der Gattung Pleurochrysis (Prymnesiophyceae: Coccolithophorida).
Neben den DJR-MCP-Proteinen haben die Viren im Realm Varidnaviria (alias Dividnaviria) üblicherweise noch zwei weitere charakteristische Proteine:
- Nebenkapsidproteine (englisch minor capsid proteine, mCP) mit „single jelly roll fold“ (SJR-mCP, wie z. B. die Penton-Proteine)
- eine Genom-Packungs-ATPase (engl. genome packaging ATPase)[18] aus der FtsK-HerA-Superfamilie (sorgen für das Verpacken des Genoms ins Kapsid bei der Zusammensetzung (Assembly) der neu gebildeten Virionen (daher auch die alternative englische Bezeichnung virion packing ATPase)).

Die Yaraviren besitzen nicht alle drei dieser für Viren im Realm Varidnaviria (alias Dividnaviria) –
charakteristischen Gene: Es konnte keine Gensequenz für ein SJR-mCP identifiziert werden.
Zwar scheinen auch die Pandoraviren ihr DJR-MCP verloren zu haben, deren Genom hat jedoch viele andere Gene, die eine Zuordnung zu den Varidnaviria (und dort zu den NCLDV) rechtfertigen.
Beim Vergleich der kodierten Aminosäuresequenzen gab es nur zwei Treffer und insgesamt sechsmal entfernte Ähnlichkeit der (gemäß Genetischem Code) vorhergesagten Proteine (Anmerkung: Dies ist möglich wegen der Degeneration des Genetischen Codes: I. d. R. entsprechen mehreren Basentripletts (Dreierkombinationen) der DNA ein und dieselbe Aminosäure). Bei Vergleich der 3D-proteinstrukturen ergaben sich gerade noch einmal vier weitere Gene mit Homologien. Damit bleiben mehr als 90 % der Yaravirus-Gene zum Zeitpunkt der Erstbeschreibung ohne Entsprechung – so genannte ORFans, ein Kunstwort aus ORF für englisch open reading frame ‚Offener Leserahmen‘ (eine Verallgemeinerung des Begriffs ‚Gen‘) und englisch orphan ‚Waisenkind‘, was es seit der Entdeckung von Pandoravirus bei Amöbenviren nicht mehr gegeben hat. Trotzdem decken die Homologien dieser wenigen Treffer alle drei Domänen der zellulären Organismen ab.
Analyse der „virion packing ATPase“ ergab Treffer bei Riesenviren der Familie Mimiviridae, Bakterien (möglicherweise eine fehlerhafte Zuordnung von NCLDVs aus Metagenomanalysen) und Pleurochrysis sp. endemic virus 1a und 2.

## Bedeutung
Fast alle bekannten Amöbenviren weisen einige Gemeinsamkeiten auf, die Virologen (und insbesondere das ICTV) dazu veranlassten, sie in eine gemeinsame Verwandtschaftsgruppe, das Phylum Nucleocytoviricota (NCLDV) zu stellen. Die Gattung Yaravirus mit der Spezies Y. brasiliense ist offenbar entweder der erste Vertreter von Amöbenviren außerhalb dieser Gruppe oder ein entfernt verwandter und sehr stark reduzierter Vertreter derselben. Im Gegensatz zu anderen isolierten Amöbenviren haben die Yaraviren weder große oder gar riesenhafte Viruspartikel (Virionen) noch ein komplexes Genom. Stattdessen finden sich bei ihnen eine ganze Reihe bisher nicht wissenschaftlich beschriebener Gene, darunter eines, das für ein ungewöhnliches Hauptkapsidprotein (MCP) kodiert. Metagenomanalysen deuten zudem auf die Seltenheit der Yaraviren in der Umwelt hin.
Yaravirus hat einen großen phylogenetischen Abstand zu anderen DNA-Viren, selbst zu den Riesenviren aus dem Phylum der NCLDV, und erweitert so unser Wissen über die Vielfalt der DNA-Viren, von der wir bisher nur einen vorläufigen und sehr unvollständigen Überblick haben. Die Isolierung weiterer Protisten-Viren ist daher angesagt, um diese Situation zu verbessern.
Aufgrund dieser Ergebnisse hat das ICTV im Frühlin 2023 die Gattung Yaravirus in eine eigene Familie Yaraviridae, und diese zunächst ohne nähere Zuordnung (incertae sedis)  dem Reich Bamfordvirae im Realm Varidnaviria zugeordnet.

## Systematik
Die Systematik der Yaraviridae ist mit Stand 3./7. März 2025 (MSL#40v1) wie folgt:
Phylum Nucleocytoviricota (NCLDVs)
- Klasse Mriyaviricetes[20]
  - Familie Yaraviridae
    - Gattung Yaravirus
      - Spezies Yaravirus brasiliense, mit
Yaravirus brasiliensis, Isolat BHMG[21]

- Familie „Gamadviridae“ (Vorschlag) [„Pleurochrysis sp. endemic viruses“ (PEV), „NCLDV-like dwarf viruses“ (NDDV)]
  - ohne Gattungszuweisung
    -       - Spezies „Pleurochrysis sp. endemic virus 1a“ (Ple1a, PsEV1a), Zugriffsnummer KY131436
      - Spezies „Pleurochrysis sp. endemic virus 1b“ (Ple1b, PsEV1b), Zugriffsnummer KY203336
      - Spezies „Pleurochrysis sp. endemic virus 2“ (Ple2, PsEV2), Zugriffsnummer KY346835
      - Spezies „Pleurochrysis sp. endemic virus unk“ (PsEVunk), Zugriffsneummer KY203337
      - Gensequenz Phaeocystis globosa G6 (Phaglo G6)

## Etymologie
Die Bezeichnung der Klasse Mriyaviricetes leiet sich ab vom ukrainischen Wort мрія(ти) mriya, deutsch ‚Traum‘, versehen mit dem Suffix „-viricetes“ für Virusklassen.
Der Präfix „Yara-“ wurde aus der indigenen Tupí-Guarani-Mythologie entlehnt, „Yara“ oder „Iara“ bedeutet „Mutter des Wassers“ oder „Mutter alle Gewässer“ und stellt eine schöne meerjungfrauenähnliche Figur dar, die Seeleute unter das Wasser lockt, damit diese dort für immer mit ihr leben.
Der Suffix „-viridae“ kennzeichnet Virusfamilien.
Der Präfix der vorgeschlagenen Familie „Gamadviridae“ leitet sich ab von hebräisch גמד gamad, gamed, deutsch ‚Zwerg‘ und verweist auf die zu den Riesenviren der Nucleocytoviricota vergleichsweise kleine Größe der Viruspartikel dieser Gruppe.